# Marion Wagner
Marion Wagner (ur. 1 lutego 1978 w Moguncji) – niemiecka lekkoatletka, sprinterka, która największe sukcesy odniosła w sztafecie 4 x 100 metrów. Największy sukces odniosła w 2001 na mistrzostwach świata w Edmonton zdobywając złoty medal w sztafecie 4 x 100 metrów biegnąc w składzie z Melanie Paschke, Gabi Rockmeier, i Birgit Rockmeier (po dyskwalifikacji za doping pierwszych na mecie Amerykanek). Rok później zdobyła srebrny medal na Mistrzostwach Europy w Monachium biegnąc razem z Melanie Paschke, Gabi Rockmeier, Siną Schielke.
Na mistrzostwach świata w Berlinie w 2009 roku zdobyła brązowy medal w sztafecie 4 x 100 metrów. W składzie sztafety biegły wówczas również Verena Sailer, Cathleen Tschirch, Anne Möllinger.
W 2012 ogłosiła zakończenie kariery.

## Osiągnięcia
- złoty medal mistrzostw Europy juniorów (sztafeta 4 x 100 m, Nyíregyháza 1995)
- brąz mistrzostw świata juniorów (sztafeta 4 x 100 m, Sydney 1996)
- złoty medal mistrzostw Europy juniorów (sztafeta 4 x 100 m, Lublana 1997)
- srebro młodzieżowych mistrzostw Europy (sztafeta 4 x 100 m, Göteborg 1999)
- 6. miejsce na igrzyskach olimpijskich (sztafeta 4 x 100 m, Sydney 2000)
- złoty medal mistrzostw świata (sztafeta 4 x 100 m, Edmonton 2001)
- 5. lokata podczas halowych mistrzostw Europy (bieg na 60 m, Wiedeń 2002)
- srebro mistrzostw Europy (sztafeta 4 x 100 m, Monachium 2002)
- 6. miejsce na halowych mistrzostw Europy (bieg na 60 m, Madryt 2005)
- 5. lokata podczas igrzysk olimpijskich (sztafeta 4 x 100 m, Pekin 2008)
- 3. miejsce w superlidze drużynowych mistrzostw Europy (sztafeta 4 x 100 m, Leiria 2009)
- brązowy medal mistrzostw świata (sztafeta 4 x 100 m, Berlin 2009)

## Rekordy życiowe
- bieg na 100 metrów – 11,24 (2009)
- bieg na 200 metrów – 23,39 (2001)
- bieg na 50 metrów (hala) – 6,34 (2001)
- bieg na 60 metrów (hala) – 7,22 (2001)
- bieg na 200 metrów (hala) – 23,72 (2005)